# Edizioni Voland
Voland edizioni è una casa editrice italiana fondata da Daniela Di Sora e Sergio Giordano tra il 1994 e il 1995, specializzata in libri di narrativa straniera, in particolare di origine slava. Si qualifica come medio editore ai sensi ISTAT avendo pubblicato dal 1997 al 2018 oltre 10 titoli l'anno.

## Storia
La casa editrice Voland si costituisce a dicembre del 1994 e ad aprile 1995 pubblica i primi 3 libri: titoli di Tolstoj, Gogol’ ed Emiliyan Stanev. Specializzata in letteratura slava, come dimostra il nome scelto dal romanzo Il maestro e Margherita, capolavoro del ’900 russo di Michail Bulgakov, oggi Voland include nel suo catalogo anche autori spagnoli, sud americani, tedeschi, francesi e italiani.
Premi e riconoscimenti: il Premio alla Cultura assegnato alla Voland dalla Presidenza del Consiglio dei Ministri nel 1999 “per la pregevole attività svolta nel campo editoriale” e il Premio del Ministero per i Beni e le Attività Culturali del 2003 “per aver svolto attraverso la pubblicazione di traduzioni di elevato profilo un importante ruolo di mediazione culturale”.
Nel 2021 il romanzo Cronorifugio di Georgi Gospodinov si aggiudica il Premio Strega Europeo.
Nel 2022 il romanzo Primo sangue di Amélie Nothomb vince il Premio Strega Europeo in ex aequo con Michail Pavlovič Šiškin, portando la casa editrice Voland a bissare il gradino più alto del premio per il secondo anno di fila.

## Attività
Da sempre attenta allo scouting e alla traduzione di scrittori stranieri, Voland ha pubblicato in Italia libri di autori come Amélie Nothomb, scoperta dalla casa editrice nel 1997, Mircea Cărtărescu e Georgi Gospodinov.
Altri autori rappresentati in catalogo includono i bulgari Jordan Radičkov e Ivan Kulekov, i russi Aleksandr Solženicyn (premio Nobel per la letteratura nel 1970), Sigizmund Kržižanovskij, Gajto Gazdanov, Juz Aleškovskij, Michail Pavlovič Šiškin e Dmitrij Aleksandrovič Prigov, la lettone Nora Ikstena, lo spagnolo José Ovejero, la portoghese Dulce Maria Cardoso, il brasiliano Moacyr Scliar, la canadese Carol Shields, il francese Philippe Djian, la tedesca Brigitte Reimann e il tedesco Edgar Hilsenrath, l'israeliano Alon Altaras, il messicano Enrique Serna, il cileno Javier Argüello. 
Tra gli italiani Ugo Riccarelli, Vanni Santoni, Ilaria Gaspari, Nicola H. Cosentino, Flavio Fusi, i tre candidati al Premio Strega Giorgio Manacorda, Matteo Marchesini e Demetrio Paolin e, dal mondo dello spettacolo, Massimo Popolizio e Daniele Cini.